# Barthélemy Pouliot
Pour les articles homonymes, voir Pouliot.
Barthélémy Pouliot (15 octobre 1811-26 mai 1890) est un marchand et homme politique fédéral du Québec.

## Biographie
Né à Saint-Jean sur l'Île d'Orléans, il fit ses études à Québec. Devenu marchand à L'Islet-sur-Mer, il fut l'un des fondateurs de la Québec, Chaudière, Maine et Portland Railway. Il fut également juge de paix avant d'être élu à l'Assemblée législative de la Province du Canada dans le comté de Dorchester en 1854. Élu député du Parti conservateur dans la circonscription de L'Islet en 1867, il fut destitué en 1869 à la suite d'une pétition. Réélu en 1869, il est défait par le libéral Philippe Baby Casgrain en 1872. Il est mort à L'Islet en 1890 à l'âge de 78 ans.
Son cousin et homonyme Barthélémy Pouliot (1814-1867) est député à la Chambre d'Assemblée du Canada.